# Liste des monuments historiques de Bordeaux
Cet article recense les monuments historiques de Bordeaux, en France.

## Statistiques
Bordeaux compte 362 édifices comportant au moins une protection au titre des monuments historiques. 69 d'entre eux comportent au moins une partie classée ; les 293 autres sont inscrits. L'un de ces édifices, l'ancien cinéma Rex, a été radié en 2001.
Bordeaux concentre 37 % des monuments historiques de la Gironde. Il s'agit de la commune possédant le plus d'édifices protégés en France, après Paris.
190 protections concernent des immeubles, 74 des maisons, 25 des hôtels particuliers, 22 des édifices religieux.

## Liste
| Monument                                         | Adresse                                                                       | Coordonnées                        | Notice         | Protection             | Date           | Illustration                                     |
| ------------------------------------------------ | ----------------------------------------------------------------------------- | ---------------------------------- | -------------- | ---------------------- | -------------- | ------------------------------------------------ |
| Abbatiale Sainte-Croix                           | place Pierre Renaudel, 33800 Bordeaux                                         | 44° 49′ 52″ nord, 0° 33′ 39″ ouest | « PA00083177 » | Classé                 | 1840           | Abbatiale Sainte-Croix                           |
| Ancien château d'eau de la gare Saint-Jean       | Rue Amédée-Saint-Germain                                                      | 44° 49′ 16″ nord, 0° 33′ 34″ ouest | « PA33000210 » | Inscrit                | 2018           | Ancien château d'eau de la gare Saint-Jean       |
| Ancien Hôtel de ville de Bordeaux                | Rue Saint-James                                                               | 44° 50′ 08″ nord, 0° 34′ 17″ ouest | « PA00083210 » | Classé                 | 1886           | Ancien Hôtel de ville de Bordeaux                |
| Basilique Saint-Michel                           | place Canteloup et Meynard, 33000 Bordeaux                                    | 44° 50′ 04″ nord, 0° 33′ 56″ ouest | « PA00083172 » | Classé                 | 1846           | Basilique Saint-Michel                           |
| Basilique Saint-Seurin                           | Place des Martyrs de la Résistance 33000 Bordeaux                             | 44° 50′ 36″ nord, 0° 35′ 09″ ouest | « PA00083175 » | Classé                 | 1840           | Basilique Saint-Seurin                           |
| Bourse du travail                                | Rue Jean-Burguet Rue Henri-IV Rue Paul-Louis-Lande cours Aristide-Briand      | 44° 49′ 56″ nord, 0° 34′ 39″ ouest | « PA00083158 » | Classé                 | 1998           | Image manquante Téléverser                       |
| Boutique                                         | 34 rue des Ayres, 33000 Bordeaux                                              | 44° 50′ 13″ nord, 0° 34′ 25″ ouest | « PA00083159 » | Inscrit                | 1962           | Boutique                                         |
| Caisse d'Épargne de Mériadeck                    | 59 rue du Château d'Eau                                                       | 44° 50′ 19″ nord, 0° 35′ 01″ ouest | « PA33000174 » | Inscrit                | 2014           | Caisse d'Épargne de Mériadeck                    |
| Caserne des pompiers de la Benauge               | 1 rue de la Benauge, 33100 Bordeaux                                           | 44° 50′ 21″ nord, 0° 33′ 29″ ouest | « PA33000175 » | Inscrit                | 2014           | Caserne des pompiers de la Benauge               |
| Cathédrale Saint-André                           | Place Pey-Berland, 33000 Bordeaux                                             | 44° 50′ 16″ nord, 0° 34′ 40″ ouest | « PA00083160 » | Classé                 | 1862           | Cathédrale Saint-André                           |
| Centre hospitalier spécialisé Charles-Perrens    | 121 rue de la Béchade, 33000 Bordeaux                                         | 44° 49′ 29″ nord, 0° 36′ 07″ ouest | « PA33000014 » | Inscrit                | 1997           | Centre hospitalier spécialisé Charles-Perrens    |
| Chapelle Saint-Joseph                            | Rue Paul-Louis-Lande Rue Magendie                                             | 44° 50′ 00″ nord, 0° 34′ 34″ ouest | « PA00083161 » | Classé                 | 1978           | Chapelle Saint-Joseph                            |
| Chapelle des Spiritains                          | 20 rue Gratiolet                                                              | 44° 49′ 56″ nord, 0° 34′ 13″ ouest | « PA33000205 » | Inscrit                | 2017           | Chapelle des Spiritains                          |
| Chartreuse le Caoulet                            | 29 rue Thérésia-Cabarrus                                                      | 44° 49′ 24″ nord, 0° 35′ 44″ ouest | « PA33000127 » | Inscrit                | 2009           | Chartreuse le Caoulet                            |
| Chartreuse de Mirande                            | 20 avenue de Mirande                                                          | 44° 50′ 38″ nord, 0° 36′ 05″ ouest | « PA00083162 » | Classé                 | 1980           | Chartreuse de Mirande                            |
| Château du Hâ                                    | Cours d'Albret                                                                | 44° 50′ 11″ nord, 0° 34′ 46″ ouest | « PA00083184 » | Inscrit                | 1965           | Château du Hâ                                    |
| Cimetière des Juifs avignonnais                  | 47 rue Sauteyron                                                              | 44° 49′ 49″ nord, 0° 34′ 26″ ouest | « PA00135174 » | Inscrit                | 1995           | Cimetière des Juifs avignonnais                  |
| Cimetière de la Chartreuse                       | Rue Georges-Bonnac                                                            | 44° 50′ 08″ nord, 0° 35′ 39″ ouest | « PA00083163 » | Classé                 | 1921           | Cimetière de la Chartreuse                       |
| Ancien cimetière des Juifs portugais             | 105 cours de la Marne                                                         | 44° 49′ 45″ nord, 0° 34′ 00″ ouest | « PA00135175 » | Inscrit                | 1995           | Ancien cimetière des Juifs portugais             |
| Cimetière des Juifs portugais                    | 176 cours de l'Yser                                                           | 44° 49′ 24″ nord, 0° 34′ 11″ ouest | « PA00135176 » | Inscrit                | 1995           | Cimetière des Juifs portugais                    |
| Colonnes rostrales de l'esplanade des Quinconces | Esplanade des Quinconces Quai Louis-XVIII                                     | 44° 50′ 45″ nord, 0° 34′ 16″ ouest | « PA33000075 » | Inscrit                | 2004           | Colonnes rostrales de l'esplanade des Quinconces |
| Couvent des Annonciades                          | 54 Rue Magendie 64 rue Paul-Louis-Lande                                       | 44° 49′ 59″ nord, 0° 34′ 36″ ouest | « PA00083165 » | Inscrit Classé Inscrit | 1974 2001      | Couvent des Annonciades                          |
| Croix du cimetière Saint-Projet                  | Place Saint-Projet, 33000 Bordeaux                                            | 44° 50′ 19″ nord, 0° 34′ 27″ ouest | « PA00083166 » | Inscrit                | 1926           | Croix du cimetière Saint-Projet                  |
| Distillerie Sécrestat                            | 40 à 50 cours du Médoc                                                        | 44° 51′ 27″ nord, 0° 33′ 58″ ouest | « PA00125240 » | Inscrit                | 1993           | Distillerie Sécrestat                            |
| École de médecine et de chirurgie                | 42 rue Lalande                                                                | 44° 50′ 00″ nord, 0° 34′ 30″ ouest | « PA00083168 » | Classé                 | 1990           | École de médecine et de chirurgie                |
| Église Notre-Dame                                | Place du Chapelet, 33000 Bordeaux                                             | 44° 50′ 33″ nord, 0° 34′ 35″ ouest | « PA00083170 » | Classé                 | 1908           | Église Notre-Dame                                |
| vestiges de l'église Notre-Dame de la Place      | 17 place Pey-Berland, 33000 Bordeaux                                          | 44° 50′ 17″ nord, 0° 34′ 34″ ouest | « PA33000016 » | Inscrit                | 1997           | Image manquante Téléverser                       |
| Église Saint-Bruno                               | place du onze Novembre, 33000 Bordeaux                                        | 44° 50′ 15″ nord, 0° 35′ 22″ ouest | « PA00083169 » | Classé                 | 1862           | Église Saint-Bruno                               |
| Église Sainte-Eulalie                            | rue Jean Burguet, 33000 Bordeaux                                              | 44° 50′ 00″ nord, 0° 34′ 39″ ouest | « PA00083178 » | Classé                 | 2017           | Église Sainte-Eulalie                            |
| Église Saint-Éloi                                | Rue Saint-James, 33000 Bordeaux                                               | 44° 50′ 08″ nord, 0° 34′ 16″ ouest | « PA00083171 » | Classé                 | 1921           | Église Saint-Éloi                                |
| Église Saint-Louis-des-Chartrons                 | Place de Langalerie, 33000 Bordeaux                                           | 44° 51′ 06″ nord, 0° 34′ 20″ ouest | « PA33000201 » | Inscrit                | 2016           | Église Saint-Louis-des-Chartrons                 |
| Église Sainte-Marie-de-la-Bastide                | 62 avenue Thiers, 33100 Bordeaux                                              | 44° 50′ 35″ nord, 0° 33′ 24″ ouest | « PA33000200 » | Inscrit                | 2016           | Église Sainte-Marie-de-la-Bastide                |
| Église Saint-Paul-Saint-François-Xavier          | Rue des Ayres, 33000 Bordeaux                                                 | 44° 50′ 12″ nord, 0° 34′ 23″ ouest | « PA00083911 » | Classé                 | 1997           | Église Saint-Paul-Saint-François-Xavier          |
| Église Saint-Pierre                              | Place Saint-Pierrre, 33000 Bordeaux                                           | 44° 50′ 23″ nord, 0° 34′ 13″ ouest | « PA00083173 » | Classé                 | 1908           | Église Saint-Pierre                              |
| Église Saint-Projet                              | Rue Tustal, 33000 Bordeaux                                                    | 44° 50′ 18″ nord, 0° 34′ 28″ ouest | « PA00083176 » | Inscrit                | 1965           | Église Saint-Projet                              |
| Église Saint-Rémi                                | Rue Jouannet, 33000 Bordeaux (devenue espace culturel)                        | 44° 50′ 30″ nord, 0° 34′ 19″ ouest | « PA00083174 » | Classé                 | 1923           | Église Saint-Rémi                                |
| Entrepôt Lainé                                   | Place Lainé                                                                   | 44° 50′ 55″ nord, 0° 34′ 19″ ouest | « PA00083179 » | Inscrit                | 1973           | Entrepôt Lainé                                   |
| Faculté de médecine et de pharmacie              | Place de la Victoire, 33000 Bordeaux                                          | 44° 49′ 52″ nord, 0° 34′ 18″ ouest | « PA33000202 » | Inscrit                | 2016           | Faculté de médecine et de pharmacie              |
| Fontaine                                         | 197 rue du Tondu (non visible de la voie publique)                            | 44° 49′ 42″ nord, 0° 35′ 23″ ouest | « PA33000169 » | Inscrit                | 2013           | Fontaine                                         |
| Fontaine Amédée-Larrieu                          | Place Amédée-Larrieu                                                          | 44° 49′ 49″ nord, 0° 34′ 53″ ouest | « PA00083180 » | Inscrit                | 1975           | Fontaine Amédée-Larrieu                          |
| Fontaine Daurade                                 | Rue des Piliers-de-Tutelle Rue Pont-de-la-Mousque, 33000 Bordeaux             | 44° 50′ 31″ nord, 0° 34′ 25″ ouest | « PA33000024 » | Inscrit                | 2000           | Fontaine Daurade                                 |
| Fontaine de la Grave                             | Quai des Salinières                                                           | 44° 50′ 07″ nord, 0° 33′ 51″ ouest | « PA00083182 » | Inscrit                | 1925           | Fontaine de la Grave                             |
| Fontaine Sainte-Croix                            |                                                                               | 44° 49′ 51″ nord, 0° 33′ 35″ ouest | « PA00083183 » | Classé                 | 1890           | Fontaine Sainte-Croix                            |
| Fontaine Saint-Projet                            | Place Saint-Projet, 33000 Bordeaux                                            | 44° 50′ 19″ nord, 0° 34′ 27″ ouest | « PA00083181 » | Classé                 | 1908           | Fontaine Saint-Projet                            |
| Formes de radoub du port                         | Quai du Maroc Rue des Etrangers                                               | 44° 51′ 57″ nord, 0° 33′ 16″ ouest | « PA33000102 » | Inscrit                | 2008           | Formes de radoub du port                         |
| Galerie Bordelaise                               | Rue des Piliers-de-Tutelle Rue Sainte-Catherine, 33000 Bordeaux               | 44° 50′ 30″ nord, 0° 34′ 26″ ouest | « PA00083185 » | Inscrit                | 1975           | Galerie Bordelaise                               |
| Gare de Bordeaux-Bastide                         | Quai des Queyries                                                             | 44° 50′ 30″ nord, 0° 33′ 44″ ouest | « PA00083186 » | Inscrit                | 1984           | Gare de Bordeaux-Bastide                         |
| Gare de Bordeaux-Saint-Jean                      | Rue Charles-Domercq                                                           | 44° 49′ 32″ nord, 0° 33′ 20″ ouest | « PA00083187 » | Inscrit                | 1984           | Gare de Bordeaux-Saint-Jean                      |
| Grand Théâtre                                    | Place de la Comédie, 33000 Bordeaux                                           | 44° 50′ 33″ nord, 0° 34′ 27″ ouest | « PA00083188 » | Classé                 | 1899           | Grand Théâtre                                    |
| Grande synagogue                                 | Rue du Grand-Rabbin-Cohen, 33000 Bordeaux                                     | 44° 50′ 01″ nord, 0° 34′ 26″ ouest | « PA00083914 » | Classé                 | 1998           | Grande synagogue                                 |
| Grosse cloche                                    | 103 cours Victor-Hugo 44 rue Saint-James, 33000 Bordeaux                      | 44° 50′ 07″ nord, 0° 34′ 16″ ouest | « PA00125239 » | Inscrit                | 1993           | Grosse cloche                                    |
| Hôtel Dublan                                     | 55 cours Georges-Clemenceau                                                   | 44° 50′ 39″ nord, 0° 34′ 43″ ouest | « PA00083212 » | Inscrit                | 1935           | Hôtel Dublan                                     |
| Hôtel Lamolère                                   | 5 place Jean-Jaurès 2 rue Esprit-des-Lois                                     | 44° 50′ 35″ nord, 0° 34′ 16″ ouest | « PA00083213 » | Inscrit                | 1963           | Hôtel Lamolère                                   |
| Hôtel des archives départementales de la Gironde | 13, 25 rue d'Aviau                                                            | 44° 51′ 01″ nord, 0° 34′ 35″ ouest | « PA33000018 » | Inscrit                | 1998           | Hôtel des archives départementales de la Gironde |
| Hôtel de Babylone                                | 22 rue Castéja                                                                | 44° 50′ 33″ nord, 0° 35′ 00″ ouest | « PA00132530 » | Classé                 | 2004           | Hôtel de Babylone                                |
| Hôtel Baour                                      | 9 cours du Chapeau-Rouge                                                      | 44° 50′ 33″ nord, 0° 34′ 18″ ouest | « PA00083189 » | Inscrit                | 1935           | Hôtel Baour                                      |
| Hôtel de Basquiat                                | 29 cours d'Albret                                                             | 44° 50′ 15″ nord, 0° 34′ 53″ ouest | « PA00083190 » | Classé                 | 1959           | Hôtel de Basquiat                                |
| Palais de la Bourse                              | Place de la Bourse Quai du Maréchal-Lyautey Place Jean-Jaurès Place Gabriel   | 44° 50′ 32″ nord, 0° 34′ 13″ ouest | « PA00083191 » | Classé                 | 1916 1942      | Palais de la Bourse                              |
| Hôtel Boyer-Fonfrède                             | 1 cours du Chapeau-Rouge                                                      | 44° 50′ 34″ nord, 0° 34′ 16″ ouest | « PA00083192 » | Inscrit                | 1963           | Hôtel Boyer-Fonfrède                             |
| Hôtel de Bryas                                   | 15 place Charles Gruet                                                        | 44° 50′ 47″ nord, 0° 34′ 49″ ouest | « PA33000157 » | Inscrit Classé         | 2012 2015      | Hôtel de Bryas                                   |
| Hôtel de la Faïencerie                           | 15 cours de Verdun                                                            | 44° 50′ 46″ nord, 0° 34′ 40″ ouest | « PA33000109 » | Inscrit                | 2009           | Hôtel de la Faïencerie                           |
| Hôtel Fenwick                                    | 1 cours Xavier-Arnozan                                                        | 44° 50′ 56″ nord, 0° 34′ 16″ ouest | « PA00083194 » | Inscrit                | 1935           | Hôtel Fenwick                                    |
| Hôtel Gradis                                     | 138 cours Victor-Hugo                                                         | 44° 50′ 05″ nord, 0° 34′ 24″ ouest | « PA00083195 » | Classé                 | 1964           | Hôtel Gradis                                     |
| Hôtel Journu                                     | 3 cours du Chapeau-Rouge                                                      | 44° 50′ 33″ nord, 0° 34′ 17″ ouest | « PA00083196 » | Inscrit                | 1935           | Hôtel Journu                                     |
| Château Labottière                               | 29 rue Labottière                                                             | 44° 51′ 11″ nord, 0° 35′ 21″ ouest | « PA00083197 » | Inscrit Classé         | 1935 1938      | Château Labottière                               |
| Hôtel de Lalande                                 | 39 rue Bouffard                                                               | 44° 50′ 20″ nord, 0° 34′ 48″ ouest | « PA33000203 » | Classé                 | 2018           | Hôtel de Lalande                                 |
| Hôtel Lecomte de Latresne                        | 8 rue de Cheverus                                                             | 44° 50′ 23″ nord, 0° 34′ 32″ ouest | « PA33000166 » | Inscrit                | 2012           | Hôtel Lecomte de Latresne                        |
| Hôtel de Lisleferme                              | 5 place Bardineau                                                             | 44° 50′ 54″ nord, 0° 34′ 48″ ouest | « PA00083198 » | Inscrit                | 1935           | Hôtel de Lisleferme                              |
| Hôtel Marbotin                                   | 28 rue Blanchard-Latour                                                       | 44° 50′ 16″ nord, 0° 35′ 42″ ouest | « PA00083199 » | Inscrit                | 1967           | Hôtel Marbotin                                   |
| Hôtel de la Marine                               | 9 place Tourny                                                                | 44° 50′ 44″ nord, 0° 34′ 41″ ouest | « PA00083200 » | Classé Inscrit         | 1912 2018      | Hôtel de la Marine                               |
| Hôtel Mel de Fontenay                            | 23 rue Monbazon                                                               | 44° 50′ 18″ nord, 0° 34′ 49″ ouest | « PA33000101 » | Inscrit                | 2008           | Hôtel Mel de Fontenay                            |
| Hôtel Pichon-Longueville                         | 9 rue Poquelin-Molière                                                        | 44° 50′ 24″ nord, 0° 34′ 35″ ouest | « PA00083203 » | Inscrit                | 1930           | Hôtel Pichon-Longueville                         |
| Hôtel Feger-Latour ou Piganeau                   | 4 rue Esprit-des-Lois                                                         | 44° 50′ 35″ nord, 0° 34′ 18″ ouest | « PA00083204 » | Inscrit                | 1955           | Hôtel Feger-Latour ou Piganeau                   |
| Hôtel de Poissac                                 | 27 cours d'Albret Rue Pierlot                                                 | 44° 50′ 16″ nord, 0° 34′ 54″ ouest | « PA00083205 » | Inscrit Classé         | 1930 1939 1961 | Hôtel de Poissac                                 |
| Ancien hôtel de préfecture de la Gironde         | Rue Esprit-des-Lois cours du Chapeau-Rouge Rue Louis                          | 44° 50′ 34″ nord, 0° 34′ 22″ ouest | « PA00083208 » | Inscrit Classé         | 1935 1993 1997 | Ancien hôtel de préfecture de la Gironde         |
| Hôtel Raba                                       | 67 cours Victor-Hugo                                                          | 44° 50′ 08″ nord, 0° 34′ 09″ ouest | « PA00083206 » | Classé                 | 1975           | Hôtel Raba                                       |
| Hôtel de Ragueneau                               | 71 rue du Loup                                                                | 44° 50′ 17″ nord, 0° 34′ 30″ ouest | « PA00083201 » | Classé                 | 1964           | Hôtel de Ragueneau                               |
| Hôtel de Ruat                                    | 33 rue de Ruat                                                                | 44° 50′ 23″ nord, 0° 34′ 44″ ouest | « PA00083207 » | Inscrit                | 1965           | Hôtel de Ruat                                    |
| Hôtel Saint-François                             | 20-22-24-26 rue du Mirail, 44-46-48-50-52 rue Saint-François                  | 44° 50′ 02″ nord, 0° 34′ 16″ ouest | « PA33000168 » | Classé                 | 2013           | Hôtel Saint-François                             |
| Hôtel Saint-Marc                                 | 91 cours d'Albret                                                             | 44° 50′ 04″ nord, 0° 34′ 50″ ouest | « PA00083209 » | Classé                 | 1921           | Hôtel Saint-Marc                                 |
| Hôtel Victoria                                   | 33 rue Paul-Louis Lande                                                       | 44° 50′ 02″ nord, 0° 34′ 33″ ouest | « PA33000173 » | Inscrit                | 2014           | Hôtel Victoria                                   |
| Immeuble                                         | 1 place Bir-Hakeim                                                            | 44° 50′ 10″ nord, 0° 33′ 56″ ouest | « PA00083214 » | Inscrit                | 1951           | Immeuble                                         |
| Immeuble                                         | 2 place Bir-Hakeim                                                            | 44° 50′ 10″ nord, 0° 33′ 57″ ouest | « PA00083215 » | Inscrit                | 1951           | Image manquante Téléverser                       |
| Immeuble                                         | 3 place Bir-Hakeim Rue de la Tour-du-Pin                                      | 44° 50′ 10″ nord, 0° 33′ 57″ ouest | « PA00083216 » | Inscrit                | 1951           | Image manquante Téléverser                       |
| Immeuble                                         | 4 place Bir-Hakeim Rue de la Tour-du-Pin                                      | 44° 50′ 10″ nord, 0° 33′ 58″ ouest | « PA00083217 » | Inscrit                | 1951           | Immeuble                                         |
| Immeuble                                         | 5 place Bir-Hakeim                                                            | 44° 50′ 10″ nord, 0° 33′ 58″ ouest | « PA00083218 » | Inscrit                | 1951           | Image manquante Téléverser                       |
| Immeuble                                         | 6 place Bir-Hakeim                                                            | 44° 50′ 10″ nord, 0° 33′ 58″ ouest | « PA00083219 » | Inscrit                | 1951           | Immeuble                                         |
| Immeuble                                         | 7 place Bir-Hakeim cours Victor-Hugo                                          | 44° 50′ 11″ nord, 0° 33′ 59″ ouest | « PA00083220 » | Inscrit                | 1951           | Immeuble                                         |
| Immeuble                                         | 8 place Bir-Hakeim                                                            | 44° 50′ 12″ nord, 0° 33′ 59″ ouest | « PA00083221 » | Inscrit                | 1951           | Immeuble                                         |
| Immeuble                                         | 9 place Bir-Hakeim                                                            | 44° 50′ 12″ nord, 0° 33′ 59″ ouest | « PA00083222 » | Inscrit                | 1951           | Image manquante Téléverser                       |
| Immeuble                                         | 10 place Bir-Hakeim                                                           | 44° 50′ 12″ nord, 0° 33′ 59″ ouest | « PA00083223 » | Inscrit                | 1951           | Immeuble                                         |
| Immeuble                                         | 11 place Bir-Hakeim                                                           | 44° 50′ 12″ nord, 0° 33′ 59″ ouest | « PA00083224 » | Inscrit                | 1951           | Immeuble                                         |
| Immeuble                                         | 12 place Bir-Hakeim                                                           | 44° 50′ 12″ nord, 0° 33′ 59″ ouest | « PA00083225 » | Inscrit                | 1951           | Immeuble                                         |
| Immeuble                                         | 13 place Bir-Hakeim                                                           | 44° 50′ 13″ nord, 0° 33′ 59″ ouest | « PA00083226 » | Inscrit                | 1951           | Immeuble                                         |
| Immeuble                                         | 2 place de la Bourse                                                          | 44° 50′ 27″ nord, 0° 34′ 13″ ouest | « PA00083227 » | Classé                 | 1916           | Immeuble                                         |
| Immeuble                                         | 3 place de la Bourse                                                          | 44° 50′ 27″ nord, 0° 34′ 13″ ouest | « PA00083228 » | Classé                 | 1916           | Immeuble                                         |
| Immeuble                                         | 4 place de la Bourse                                                          | 44° 50′ 28″ nord, 0° 34′ 13″ ouest | « PA00083229 » | Classé                 | 1916           | Immeuble                                         |
| Immeuble                                         | 5 place de la Bourse                                                          | 44° 50′ 28″ nord, 0° 34′ 13″ ouest | « PA00083230 » | Classé                 | 1916           | Image manquante Téléverser                       |
| Immeuble                                         | 6 place de la Bourse                                                          | 44° 50′ 28″ nord, 0° 34′ 14″ ouest | « PA00083231 » | Classé                 | 1917           | Image manquante Téléverser                       |
| Immeuble                                         | 7 place de la Bourse                                                          | 44° 50′ 28″ nord, 0° 34′ 14″ ouest | « PA00083232 » | Classé                 | 1916           | Image manquante Téléverser                       |
| Immeuble                                         | 8 place de la Bourse                                                          | 44° 50′ 28″ nord, 0° 34′ 14″ ouest | « PA00083233 » | Classé Inscrit         | 1917 1928      | Immeuble                                         |
| Immeuble                                         | 9 place de la Bourse                                                          | 44° 50′ 28″ nord, 0° 34′ 14″ ouest | « PA00083234 » | Classé Inscrit         | 1916 1928      | Immeuble                                         |
| Immeuble                                         | 10 place de la Bourse                                                         | 44° 50′ 29″ nord, 0° 34′ 15″ ouest | « PA00083235 » | Classé Inscrit         | 1916 1928      | Immeuble                                         |
| Immeuble                                         | 11 place de la Bourse                                                         | 44° 50′ 30″ nord, 0° 34′ 14″ ouest | « PA00083236 » | Classé Inscrit         | 1918 1928      | Image manquante Téléverser                       |
| Immeuble                                         | 12 place de la Bourse                                                         | 44° 50′ 30″ nord, 0° 34′ 14″ ouest | « PA00083237 » | Classé                 | 1916           | Immeuble                                         |
| Immeuble                                         | 13 place de la Bourse                                                         | 44° 50′ 30″ nord, 0° 34′ 15″ ouest | « PA00083238 » | Classé                 | 1917           | Image manquante Téléverser                       |
| Immeuble                                         | 14 place de la Bourse                                                         | 44° 50′ 30″ nord, 0° 34′ 15″ ouest | « PA00083239 » | Classé                 | 1917           | Immeuble                                         |
| Immeuble                                         | 15 place de la Bourse                                                         | 44° 50′ 30″ nord, 0° 34′ 15″ ouest | « PA00083240 » | Classé                 | 1917           | Image manquante Téléverser                       |
| Immeuble                                         | 16 place de la Bourse                                                         | 44° 50′ 30″ nord, 0° 34′ 15″ ouest | « PA00083241 » | Classé                 | 1916           | Immeuble                                         |
| Immeuble                                         | 17 place de la Bourse                                                         | 44° 50′ 31″ nord, 0° 34′ 14″ ouest | « PA00083242 » | Classé                 | 1916           | Immeuble                                         |
| Immeuble                                         | 18 place de la Bourse                                                         | 44° 50′ 31″ nord, 0° 34′ 14″ ouest | « PA00083243 » | Classé                 | 1916           | Immeuble                                         |
| Immeuble                                         | 18bis place de la Bourse                                                      | 44° 50′ 31″ nord, 0° 34′ 14″ ouest | « PA00083244 » | Classé                 | 1916           | Immeuble                                         |
| Hôtel Journu (place du Palais)                   | 29 rue Chai-des-Farines 26 place du Palais                                    | 44° 50′ 19″ nord, 0° 34′ 08″ ouest | « PA00083245 » | Inscrit                | 1964           | Hôtel Journu (place du Palais)                   |
| Immeuble                                         | 12 cours du Chapeau-Rouge                                                     | 44° 50′ 32″ nord, 0° 34′ 17″ ouest | « PA00083246 » | Inscrit                | 1935           | Immeuble                                         |
| Immeuble                                         | 48 cours du Chapeau-Rouge                                                     | 44° 50′ 32″ nord, 0° 34′ 26″ ouest | « PA00083247 » | Inscrit                | 1965           | Immeuble                                         |
| Immeuble                                         | 50 cours du Chapeau-Rouge                                                     | 44° 50′ 32″ nord, 0° 34′ 27″ ouest | « PA00083248 » | Inscrit                | 1966           | Immeuble                                         |
| Immeuble                                         | 52 cours du Chapeau-Rouge                                                     | 44° 50′ 32″ nord, 0° 34′ 27″ ouest | « PA00083249 » | Inscrit                | 1965           | Immeuble                                         |
| Hôtel Bonnaffé                                   | 54 cours du Chapeau-Rouge Rue Sainte-Catherine                                | 44° 50′ 31″ nord, 0° 34′ 29″ ouest | « PA00083250 » | Inscrit                | 1965           | Hôtel Bonnaffé                                   |
| Immeuble                                         | 116 quai des Chartrons                                                        | 44° 51′ 20″ nord, 0° 33′ 50″ ouest | « PA00083251 » | Inscrit                | 1942           | Immeuble                                         |
| Immeuble                                         | 2 quai de la Douane rue Émile-Duployé                                         | 44° 50′ 26″ nord, 0° 34′ 10″ ouest | « PA00083252 » | Inscrit                | 1951           | Immeuble                                         |
| Immeuble                                         | 3 quai de la Douane                                                           | 44° 50′ 25″ nord, 0° 34′ 10″ ouest | « PA00083253 » | Inscrit                | 1951           | Immeuble                                         |
| Immeuble                                         | 4 quai de la Douane                                                           | 44° 50′ 25″ nord, 0° 34′ 10″ ouest | « PA00083254 » | Inscrit                | 1951           | Immeuble                                         |
| Immeuble                                         | 5 quai de la Douane                                                           | 44° 50′ 25″ nord, 0° 34′ 10″ ouest | « PA00083255 » | Inscrit                | 1951           | Immeuble                                         |
| Immeuble                                         | 6 quai de la Douane                                                           | 44° 50′ 25″ nord, 0° 34′ 10″ ouest | « PA00083256 » | Inscrit                | 1951           | Immeuble                                         |
| Immeuble                                         | 7 quai de la Douane                                                           | 44° 50′ 24″ nord, 0° 34′ 10″ ouest | « PA00083257 » | Inscrit                | 1951           | Immeuble                                         |
| Immeuble                                         | 8 quai de la Douane                                                           | 44° 50′ 24″ nord, 0° 34′ 09″ ouest | « PA00083258 » | Inscrit                | 1951           | Immeuble                                         |
| Immeuble                                         | 9 quai de la Douane Rue de la Cour-des-Aides                                  | 44° 50′ 24″ nord, 0° 34′ 09″ ouest | « PA00083259 » | Inscrit                | 1951           | Immeuble                                         |
| Maison de Paul Berthelot                         | 28 rue Ernest-Renan                                                           | 44° 50′ 51″ nord, 0° 35′ 30″ ouest | « PA00083912 » | Inscrit                | 1992           | Maison de Paul Berthelot                         |
| Immeuble                                         | 15 cours Georges-Clemenceau                                                   | 44° 50′ 33″ nord, 0° 34′ 47″ ouest | « PA00083260 » | Inscrit                | 1965           | Immeuble                                         |
| Immeuble                                         | 17 cours Georges-Clemenceau                                                   | 44° 50′ 33″ nord, 0° 34′ 47″ ouest | « PA00083261 » | Inscrit                | 1965           | Immeuble                                         |
| Immeuble                                         | 21, 23 cours Georges-Clemenceau 2, 4 rue Rolland                              | 44° 50′ 34″ nord, 0° 34′ 47″ ouest | « PA00083367 » | Inscrit                | 1965 1995      | Immeuble                                         |
| Immeuble                                         | 25 cours Georges-Clemenceau 1 rue Roland                                      | 44° 50′ 34″ nord, 0° 34′ 46″ ouest | « PA00083262 » | Inscrit                | 1965           | Immeuble                                         |
| Immeuble                                         | 1 quai de la Grave rue des Faures                                             | 44° 50′ 06″ nord, 0° 33′ 52″ ouest | « PA00083263 » | Inscrit                | 1951           | Immeuble                                         |
| Immeuble                                         | 2 quai de la Grave                                                            | 44° 50′ 06″ nord, 0° 33′ 51″ ouest | « PA00083264 » | Inscrit                | 1951           | Immeuble                                         |
| Immeuble                                         | 3 quai de la Grave                                                            | 44° 50′ 06″ nord, 0° 33′ 51″ ouest | « PA00083265 » | Inscrit                | 1951           | Immeuble                                         |
| Immeuble                                         | 4 quai de la Grave                                                            | 44° 50′ 05″ nord, 0° 33′ 51″ ouest | « PA00083266 » | Inscrit                | 1951           | Immeuble                                         |
| Immeuble                                         | 5 quai de la Grave                                                            | 44° 50′ 05″ nord, 0° 33′ 51″ ouest | « PA00083267 » | Inscrit                | 1951           | Immeuble                                         |
| Immeuble                                         | 6 quai de la Grave                                                            | 44° 50′ 05″ nord, 0° 33′ 51″ ouest | « PA00083268 » | Inscrit                | 1951           | Immeuble                                         |
| Immeuble                                         | 7 quai de la Grave                                                            | 44° 50′ 05″ nord, 0° 33′ 51″ ouest | « PA00083269 » | Inscrit                | 1951           | Immeuble                                         |
| Immeuble                                         | 8 quai de la Grave                                                            | 44° 50′ 05″ nord, 0° 33′ 50″ ouest | « PA00083270 » | Inscrit                | 1951           | Immeuble                                         |
| Immeuble                                         | 9 quai de la Grave Rue des Allamandiers                                       | 44° 50′ 05″ nord, 0° 33′ 50″ ouest | « PA00083271 » | Inscrit                | 1951           | Immeuble                                         |
| Immeuble                                         | 6 cours de l'Intendance                                                       | 44° 50′ 31″ nord, 0° 34′ 31″ ouest | « PA00083272 » | Inscrit                | 1965           | Immeuble                                         |
| Immeuble                                         | 56, 58 cours de l'Intendance 1 rue Vital-Carles                               | 44° 50′ 30″ nord, 0° 34′ 44″ ouest | « PA00083273 » | Inscrit                | 1965           | Immeuble                                         |
| Immeuble                                         | 60 cours de l'Intendance                                                      | 44° 50′ 30″ nord, 0° 34′ 44″ ouest | « PA00083274 » | Inscrit                | 1965           | Immeuble                                         |
| Immeuble                                         | 28 rue du Mirail                                                              | 44° 50′ 02″ nord, 0° 34′ 16″ ouest | « PA33000020 » | Inscrit                | 1999           | Immeuble                                         |
| Immeuble                                         | 87 rue du Palais-Gallien                                                      | 44° 50′ 40″ nord, 0° 34′ 54″ ouest | « PA00083283 » | Inscrit                | 1963           | Immeuble                                         |
| Immeuble                                         | 1 place du Parlement 24 rue Ferdinand-Philippart                              | 44° 50′ 27″ nord, 0° 34′ 18″ ouest | « PA00083285 » | Inscrit                | 1952           | Immeuble                                         |
| Immeuble                                         | 2 place du Parlement                                                          | 44° 50′ 26″ nord, 0° 34′ 18″ ouest | « PA00083286 » | Inscrit                | 1952           | Immeuble                                         |
| Immeuble                                         | 3 place du Parlement                                                          | 44° 50′ 26″ nord, 0° 34′ 18″ ouest | « PA00083287 » | Inscrit                | 1952           | Immeuble                                         |
| Immeuble                                         | 4 place du Parlement                                                          | 44° 50′ 26″ nord, 0° 34′ 18″ ouest | « PA00083288 » | Inscrit                | 1952           | Immeuble                                         |
| Immeuble                                         | 5 place du Parlement 31 rue du Parlement-Saint-Pierre                         | 44° 50′ 26″ nord, 0° 34′ 18″ ouest | « PA00083289 » | Inscrit                | 1952           | Immeuble                                         |
| Immeuble                                         | 6 place du Parlement                                                          | 44° 50′ 26″ nord, 0° 34′ 19″ ouest | « PA00083290 » | Inscrit                | 1952           | Immeuble                                         |
| Immeuble                                         | 7 place du Parlement                                                          | 44° 50′ 26″ nord, 0° 34′ 19″ ouest | « PA00083291 » | Inscrit                | 1952           | Immeuble                                         |
| Immeuble                                         | 8 place du Parlement                                                          | 44° 50′ 26″ nord, 0° 34′ 20″ ouest | « PA00083292 » | Inscrit                | 1952           | Immeuble                                         |
| Immeuble                                         | 9 place du Parlement                                                          | 44° 50′ 26″ nord, 0° 34′ 20″ ouest | « PA00083293 » | Inscrit                | 1952           | Immeuble                                         |
| Immeuble                                         | 10 place du Parlement 1 rue du Parlement-Sainte-Catherine                     | 44° 50′ 26″ nord, 0° 34′ 20″ ouest | « PA00083294 » | Inscrit                | 1952           | Immeuble                                         |
| Immeuble                                         | 11 place du Parlement                                                         | 44° 50′ 27″ nord, 0° 34′ 20″ ouest | « PA00083295 » | Inscrit                | 1952           | Immeuble                                         |
| Immeuble                                         | 12 place du Parlement                                                         | 44° 50′ 27″ nord, 0° 34′ 19″ ouest | « PA00083296 » | Inscrit                | 1952           | Immeuble                                         |
| Immeuble                                         | 13 place du Parlement 10 rue des Lauriers                                     | 44° 50′ 27″ nord, 0° 34′ 20″ ouest | « PA00083297 » | Inscrit                | 1952           | Immeuble                                         |
| Immeuble                                         | 14 place du Parlement                                                         | 44° 50′ 27″ nord, 0° 34′ 20″ ouest | « PA00083298 » | Inscrit                | 1952           | Immeuble                                         |
| Immeuble                                         | 15 place du Parlement                                                         | 44° 50′ 27″ nord, 0° 34′ 19″ ouest | « PA00083299 » | Inscrit                | 1952           | Immeuble                                         |
| Immeuble                                         | 16 place du Parlement                                                         | 44° 50′ 27″ nord, 0° 34′ 19″ ouest | « PA00083300 » | Inscrit                | 1952           | Immeuble                                         |
| Immeuble                                         | 17 place du Parlement                                                         | 44° 50′ 27″ nord, 0° 34′ 19″ ouest | « PA00083301 » | Inscrit                | 1952           | Immeuble                                         |
| Immeuble                                         | 18 place du Parlement                                                         | 44° 50′ 27″ nord, 0° 34′ 18″ ouest | « PA00083302 » | Inscrit                | 1952           | Immeuble                                         |
| Immeuble                                         | 1 rue de la Porte-du-Caillou                                                  | 44° 50′ 20″ nord, 0° 34′ 06″ ouest | « PA00083303 » | Inscrit                | 1951           | Immeuble                                         |
| Immeuble                                         | 2 rue de la Porte-du-Caillou                                                  | 44° 50′ 20″ nord, 0° 34′ 06″ ouest | « PA00083304 » | Inscrit                | 1951           | Immeuble                                         |
| Immeuble                                         | 21 rue Raze                                                                   | 44° 51′ 06″ nord, 0° 34′ 13″ ouest | « PA00083870 » | Inscrit                | 1990           | Immeuble                                         |
| Immeuble                                         | 1 quai Richelieu Rue de la Cour-des-Aides                                     | 44° 50′ 24″ nord, 0° 34′ 09″ ouest | « PA00083305 » | Inscrit                | 1951           | Immeuble                                         |
| Immeuble                                         | 2 quai Richelieu                                                              | 44° 50′ 24″ nord, 0° 34′ 08″ ouest | « PA00083306 » | Inscrit                | 1951           | Immeuble                                         |
| Immeuble                                         | 3 quai Richelieu Rue du quai Bourgeois                                        | 44° 50′ 23″ nord, 0° 34′ 08″ ouest | « PA00083307 » | Inscrit                | 1951           | Immeuble                                         |
| Immeuble                                         | 4 quai Richelieu Rue du quai Bourgeois                                        | 44° 50′ 23″ nord, 0° 34′ 08″ ouest | « PA00083308 » | Inscrit                | 1951           | Immeuble                                         |
| Immeuble                                         | 5 quai Richelieu                                                              | 44° 50′ 23″ nord, 0° 34′ 08″ ouest | « PA00083309 » | Inscrit                | 1951           | Immeuble                                         |
| Immeuble                                         | 6 quai Richelieu                                                              | 44° 50′ 23″ nord, 0° 34′ 08″ ouest | « PA00083310 » | Inscrit                | 1951           | Immeuble                                         |
| Immeuble                                         | 7 quai Richelieu                                                              | 44° 50′ 22″ nord, 0° 34′ 07″ ouest | « PA00083311 » | Inscrit                | 1951           | Immeuble                                         |
| Immeuble                                         | 8 quai Richelieu                                                              | 44° 50′ 22″ nord, 0° 34′ 07″ ouest | « PA00083312 » | Inscrit                | 1951           | Immeuble                                         |
| Immeuble                                         | 9 quai Richelieu                                                              | 44° 50′ 22″ nord, 0° 34′ 07″ ouest | « PA00083313 » | Inscrit                | 1951           | Immeuble                                         |
| Immeuble                                         | 10 quai Richelieu                                                             | 44° 50′ 22″ nord, 0° 34′ 07″ ouest | « PA00083314 » | Inscrit                | 1951           | Immeuble                                         |
| Immeuble                                         | 11 quai Richelieu                                                             | 44° 50′ 22″ nord, 0° 34′ 07″ ouest | « PA00083315 » | Inscrit                | 1951           | Immeuble                                         |
| Immeuble                                         | 12 quai Richelieu                                                             | 44° 50′ 22″ nord, 0° 34′ 07″ ouest | « PA00083316 » | Inscrit                | 1951           | Immeuble                                         |
| Immeuble                                         | 13 quai Richelieu Rue du quai Bourgeois                                       | 44° 50′ 22″ nord, 0° 34′ 07″ ouest | « PA00083317 » | Inscrit                | 1951           | Immeuble                                         |
| Immeuble                                         | 14 quai Richelieu Rue du quai Bourgeois                                       | 44° 50′ 21″ nord, 0° 34′ 07″ ouest | « PA00083318 » | Inscrit                | 1951           | Immeuble                                         |
| Immeuble                                         | 14bis quai Richelieu                                                          | 44° 50′ 21″ nord, 0° 34′ 07″ ouest | « PA00083319 » | Inscrit                | 1951           | Immeuble                                         |
| Immeuble                                         | 15 quai Richelieu                                                             | 44° 50′ 21″ nord, 0° 34′ 06″ ouest | « PA00083320 » | Inscrit                | 1951           | Immeuble                                         |
| Immeuble                                         | 16 quai Richelieu                                                             | 44° 50′ 21″ nord, 0° 34′ 06″ ouest | « PA00083321 » | Inscrit                | 1951           | Immeuble                                         |
| Immeuble                                         | 17 quai Richelieu                                                             | 44° 50′ 21″ nord, 0° 34′ 06″ ouest | « PA00083322 » | Inscrit                | 1951           | Immeuble                                         |
| Immeuble                                         | 18 quai Richelieu                                                             | 44° 50′ 21″ nord, 0° 34′ 06″ ouest | « PA00083323 » | Inscrit                | 1951           | Immeuble                                         |
| Immeuble                                         | 19 quai Richelieu                                                             | 44° 50′ 21″ nord, 0° 34′ 06″ ouest | « PA00083324 » | Inscrit                | 1951           | Immeuble                                         |
| Immeuble                                         | 20 quai Richelieu                                                             | 44° 50′ 20″ nord, 0° 34′ 06″ ouest | « PA00083325 » | Inscrit                | 1951           | Immeuble                                         |
| Immeuble                                         | 21 quai Richelieu                                                             | 44° 50′ 20″ nord, 0° 34′ 06″ ouest | « PA00083326 » | Inscrit                | 1951           | Immeuble                                         |
| Immeuble                                         | 22 quai Richelieu Rue de la Porte-du-Caillou                                  | 44° 50′ 20″ nord, 0° 34′ 06″ ouest | « PA00083327 » | Inscrit                | 1951           | Immeuble                                         |
| Immeuble                                         | 23 quai Richelieu Rue de la Porte-du-Caillou                                  | 44° 50′ 20″ nord, 0° 34′ 05″ ouest | « PA00083328 » | Inscrit                | 1951           | Immeuble                                         |
| Immeuble                                         | 24 quai Richelieu                                                             | 44° 50′ 20″ nord, 0° 34′ 05″ ouest | « PA00083329 » | Inscrit                | 1951           | Immeuble                                         |
| Immeuble                                         | 25 quai Richelieu                                                             | 44° 50′ 19″ nord, 0° 34′ 05″ ouest | « PA00083330 » | Inscrit                | 1951           | Immeuble                                         |
| Immeuble                                         | 26 quai Richelieu                                                             | 44° 50′ 19″ nord, 0° 34′ 05″ ouest | « PA00083331 » | Inscrit                | 1951           | Immeuble                                         |
| Immeuble                                         | 27 quai Richelieu                                                             | 44° 50′ 19″ nord, 0° 34′ 05″ ouest | « PA00083332 » | Inscrit                | 1951           | Immeuble                                         |
| Immeuble                                         | 28 quai Richelieu                                                             | 44° 50′ 19″ nord, 0° 34′ 05″ ouest | « PA00083333 » | Inscrit                | 1951           | Immeuble                                         |
| Immeuble                                         | 29 quai Richelieu                                                             | 44° 50′ 19″ nord, 0° 34′ 05″ ouest | « PA00083334 » | Inscrit                | 1951           | Immeuble                                         |
| Immeuble                                         | 30 quai Richelieu                                                             | 44° 50′ 19″ nord, 0° 34′ 05″ ouest | « PA00083335 » | Inscrit                | 1951           | Immeuble                                         |
| Immeuble                                         | 31 quai Richelieu                                                             | 44° 50′ 19″ nord, 0° 34′ 05″ ouest | « PA00083336 » | Inscrit                | 1951           | Immeuble                                         |
| Immeuble                                         | 32 quai Richelieu                                                             | 44° 50′ 18″ nord, 0° 34′ 04″ ouest | « PA00083337 » | Inscrit                | 1951           | Immeuble                                         |
| Immeuble                                         | 33 quai Richelieu                                                             | 44° 50′ 18″ nord, 0° 34′ 04″ ouest | « PA00083338 » | Inscrit                | 1951           | Immeuble                                         |
| Immeuble                                         | 34 quai Richelieu Rue du quai Bourgeois                                       | 44° 50′ 18″ nord, 0° 34′ 04″ ouest | « PA00083339 » | Inscrit                | 1951           | Immeuble                                         |
| Immeuble                                         | 35 quai Richelieu Rue du quai Bourgeois                                       | 44° 50′ 18″ nord, 0° 34′ 04″ ouest | « PA00083340 » | Inscrit                | 1951           | Immeuble                                         |
| Immeuble                                         | 36 quai Richelieu                                                             | 44° 50′ 18″ nord, 0° 34′ 04″ ouest | « PA00083341 » | Inscrit                | 1951           | Immeuble                                         |
| Immeuble                                         | 37 quai Richelieu cours d'Alsace                                              | 44° 50′ 17″ nord, 0° 34′ 04″ ouest | « PA00083342 » | Inscrit                | 1951           | Immeuble                                         |
| Immeuble                                         | 38 quai Richelieu cours d'Alsace                                              | 44° 50′ 17″ nord, 0° 34′ 04″ ouest | « PA00083343 » | Inscrit                | 1951           | Immeuble                                         |
| Immeuble                                         | 39 quai Richelieu                                                             | 44° 50′ 17″ nord, 0° 34′ 03″ ouest | « PA00083344 » | Inscrit                | 1951           | Immeuble                                         |
| Immeuble                                         | 40 quai Richelieu                                                             | 44° 50′ 16″ nord, 0° 34′ 03″ ouest | « PA00083345 » | Inscrit                | 1951           | Immeuble                                         |
| Immeuble                                         | 41 quai Richelieu                                                             | 44° 50′ 16″ nord, 0° 34′ 02″ ouest | « PA00083346 » | Inscrit                | 1951           | Immeuble                                         |
| Immeuble                                         | 42 quai Richelieu                                                             | 44° 50′ 16″ nord, 0° 34′ 02″ ouest | « PA00083347 » | Inscrit                | 1951           | Immeuble                                         |
| Immeuble                                         | 43 quai Richelieu                                                             | 44° 50′ 16″ nord, 0° 34′ 02″ ouest | « PA00083348 » | Inscrit                | 1951           | Immeuble                                         |
| Immeuble                                         | 44 quai Richelieu                                                             | 44° 50′ 16″ nord, 0° 34′ 02″ ouest | « PA00083349 » | Inscrit                | 1951           | Immeuble                                         |
| Immeuble                                         | 45 quai Richelieu                                                             | 44° 50′ 16″ nord, 0° 34′ 02″ ouest | « PA00083350 » | Inscrit                | 1951           | Immeuble                                         |
| Immeuble                                         | 46 quai Richelieu Rue des Portalets                                           | 44° 50′ 15″ nord, 0° 34′ 01″ ouest | « PA00083351 » | Inscrit                | 1951           | Immeuble                                         |
| Immeuble                                         | 47 quai Richelieu Rue des Portalets                                           | 44° 50′ 15″ nord, 0° 34′ 01″ ouest | « PA00083352 » | Inscrit                | 1951           | Immeuble                                         |
| Immeuble                                         | 48 quai Richelieu                                                             | 44° 50′ 15″ nord, 0° 34′ 01″ ouest | « PA00083353 » | Inscrit                | 1951           | Immeuble                                         |
| Immeuble                                         | 49 quai Richelieu                                                             | 44° 50′ 15″ nord, 0° 34′ 01″ ouest | « PA00083354 » | Inscrit                | 1951           | Immeuble                                         |
| Immeuble                                         | 50 quai Richelieu                                                             | 44° 50′ 14″ nord, 0° 34′ 00″ ouest | « PA00083355 » | Inscrit                | 1951           | Immeuble                                         |
| Immeuble                                         | 51 quai Richelieu                                                             | 44° 50′ 14″ nord, 0° 34′ 00″ ouest | « PA00083356 » | Inscrit                | 1951           | Immeuble                                         |
| Immeuble                                         | 52 quai Richelieu                                                             | 44° 50′ 14″ nord, 0° 34′ 00″ ouest | « PA00083357 » | Inscrit                | 1951           | Image manquante Téléverser                       |
| Immeuble                                         | 53 quai Richelieu                                                             | 44° 50′ 14″ nord, 0° 34′ 00″ ouest | « PA00083358 » | Inscrit                | 1951           | Image manquante Téléverser                       |
| Immeuble                                         | 54 quai Richelieu                                                             | 44° 50′ 14″ nord, 0° 34′ 00″ ouest | « PA00083359 » | Inscrit                | 1951           | Image manquante Téléverser                       |
| Immeuble                                         | 55 quai Richelieu                                                             | 44° 50′ 14″ nord, 0° 34′ 00″ ouest | « PA00083360 » | Inscrit                | 1951           | Image manquante Téléverser                       |
| Immeuble                                         | 56 quai Richelieu                                                             | 44° 50′ 14″ nord, 0° 34′ 00″ ouest | « PA00083361 » | Inscrit                | 1951           | Image manquante Téléverser                       |
| Immeuble                                         | 57 quai Richelieu                                                             | 44° 50′ 13″ nord, 0° 33′ 59″ ouest | « PA00083362 » | Inscrit                | 1951           | Image manquante Téléverser                       |
| Immeuble                                         | 58 quai Richelieu                                                             | 44° 50′ 13″ nord, 0° 33′ 59″ ouest | « PA00083363 » | Inscrit                | 1951           | Image manquante Téléverser                       |
| Immeuble                                         | 59 quai Richelieu                                                             | 44° 50′ 13″ nord, 0° 33′ 59″ ouest | « PA00083364 » | Inscrit                | 1951           | Image manquante Téléverser                       |
| Immeuble                                         | 60 quai Richelieu                                                             | 44° 50′ 13″ nord, 0° 33′ 59″ ouest | « PA00083365 » | Inscrit                | 1951           | Immeuble                                         |
| Immeuble                                         | 61 quai Richelieu place Bir-Hakeim                                            | 44° 50′ 13″ nord, 0° 33′ 59″ ouest | « PA00083366 » | Inscrit                | 1951           | Immeuble                                         |
| Immeuble                                         | 1 quai des Salinières                                                         | 44° 50′ 10″ nord, 0° 33′ 56″ ouest | « PA00083368 » | Inscrit                | 1951           | Immeuble                                         |
| Immeuble                                         | 1bis quai des Salinières                                                      | 44° 50′ 10″ nord, 0° 33′ 56″ ouest | « PA00083369 » | Inscrit                | 1951           | Immeuble                                         |
| Immeuble                                         | 2 quai des Salinières                                                         | 44° 50′ 10″ nord, 0° 33′ 56″ ouest | « PA00083370 » | Inscrit                | 1951           | Immeuble                                         |
| Immeuble                                         | 3 quai des Salinières                                                         | 44° 50′ 09″ nord, 0° 33′ 55″ ouest | « PA00083371 » | Inscrit                | 1951           | Immeuble                                         |
| Immeuble                                         | 4 quai des Salinières                                                         | 44° 50′ 09″ nord, 0° 33′ 55″ ouest | « PA00083372 » | Inscrit                | 1951           | Immeuble                                         |
| Immeuble                                         | 5 quai des Salinières                                                         | 44° 50′ 09″ nord, 0° 33′ 55″ ouest | « PA00083373 » | Inscrit                | 1951           | Immeuble                                         |
| Immeuble                                         | 6 quai des Salinières Rue Maubec                                              | 44° 50′ 09″ nord, 0° 33′ 55″ ouest | « PA00083374 » | Inscrit                | 1951           | Immeuble                                         |
| Immeuble                                         | 7 quai des Salinières Rue Maubec                                              | 44° 50′ 09″ nord, 0° 33′ 55″ ouest | « PA00083375 » | Inscrit                | 1951           | Immeuble                                         |
| Immeuble                                         | 8 quai des Salinières                                                         | 44° 50′ 09″ nord, 0° 33′ 55″ ouest | « PA00083376 » | Inscrit                | 1954           | Immeuble                                         |
| Immeuble                                         | 9 quai des Salinières                                                         | 44° 50′ 08″ nord, 0° 33′ 54″ ouest | « PA00083377 » | Inscrit                | 1951           | Immeuble                                         |
| Immeuble                                         | 10 quai des Salinières                                                        | 44° 50′ 08″ nord, 0° 33′ 54″ ouest | « PA00083378 » | Inscrit                | 1951           | Immeuble                                         |
| Immeuble                                         | 11 quai des Salinières                                                        | 44° 50′ 08″ nord, 0° 33′ 54″ ouest | « PA00083379 » | Inscrit                | 1951           | Immeuble                                         |
| Immeuble                                         | 12 quai des Salinières                                                        | 44° 50′ 08″ nord, 0° 33′ 54″ ouest | « PA00083380 » | Inscrit                | 1951           | Immeuble                                         |
| Immeuble                                         | 13 quai des Salinières Rue de la Tour-du-Pin                                  | 44° 50′ 08″ nord, 0° 33′ 54″ ouest | « PA00083381 » | Inscrit                | 1951           | Immeuble                                         |
| Immeuble                                         | 14 quai des Salinières Rue de la Tour-du-Pin                                  | 44° 50′ 08″ nord, 0° 33′ 53″ ouest | « PA00083382 » | Inscrit                | 1951           | Immeuble                                         |
| Immeuble                                         | 15 quai des Salinières                                                        | 44° 50′ 07″ nord, 0° 33′ 53″ ouest | « PA00083383 » | Inscrit                | 1951           | Immeuble                                         |
| Immeuble                                         | 16 quai des Salinières                                                        | 44° 50′ 07″ nord, 0° 33′ 53″ ouest | « PA00083384 » | Inscrit                | 1951           | Immeuble                                         |
| Immeuble                                         | 17 quai des Salinières                                                        | 44° 50′ 07″ nord, 0° 33′ 53″ ouest | « PA00083385 » | Inscrit                | 1951           | Immeuble                                         |
| Immeuble                                         | 18 quai des Salinières                                                        | 44° 50′ 07″ nord, 0° 33′ 53″ ouest | « PA00083386 » | Inscrit                | 1951           | Immeuble                                         |
| Immeuble                                         | 19 quai des Salinières                                                        | 44° 50′ 07″ nord, 0° 33′ 53″ ouest | « PA00083387 » | Inscrit                | 1951           | Immeuble                                         |
| Immeuble                                         | 20 quai des Salinières                                                        | 44° 50′ 07″ nord, 0° 33′ 52″ ouest | « PA00083388 » | Inscrit                | 1951           | Immeuble                                         |
| Immeuble                                         | 21 quai des Salinières                                                        | 44° 50′ 07″ nord, 0° 33′ 52″ ouest | « PA00083389 » | Inscrit                | 1951           | Immeuble                                         |
| Immeuble                                         | 22 quai des Salinières rue des Faures                                         | 44° 50′ 06″ nord, 0° 33′ 52″ ouest | « PA00083390 » | Inscrit                | 1951           | Immeuble                                         |
| Maison Meyer                                     | 37 allées de Tourny 14 cours Tournon                                          | 44° 50′ 42″ nord, 0° 34′ 39″ ouest | « PA00083392 » | Inscrit                | 1965           | Maison Meyer                                     |
| Immeuble                                         | 58 allées de Tourny                                                           | 44° 50′ 40″ nord, 0° 34′ 39″ ouest | « PA00083393 » | Inscrit                | 1974           | Immeuble                                         |
| Immeuble                                         | 60 allées de Tourny 36 rue Condillac                                          | 44° 50′ 40″ nord, 0° 34′ 39″ ouest | « PA00083394 » | Inscrit                | 1965           | Immeuble                                         |
| Immeuble                                         | 62 allées de Tourny 77 rue Condillac                                          | 44° 50′ 41″ nord, 0° 34′ 40″ ouest | « PA00083395 » | Inscrit                | 1965           | Immeuble                                         |
| Immeuble                                         | 1 place Tourny                                                                | 44° 50′ 42″ nord, 0° 34′ 39″ ouest | « PA00083391 » | Inscrit                | 1965           | Immeuble                                         |
| Immeuble                                         | 1 cours Victor-Hugo                                                           | 44° 50′ 11″ nord, 0° 33′ 59″ ouest | « PA00083396 » | Inscrit                | 1951           | Immeuble                                         |
| Immeuble                                         | 2 cours Victor-Hugo                                                           | 44° 50′ 10″ nord, 0° 33′ 58″ ouest | « PA00083397 » | Inscrit                | 1951           | Immeuble                                         |
| Immeuble                                         | 3 cours Victor-Hugo                                                           | 44° 50′ 11″ nord, 0° 33′ 59″ ouest | « PA00083398 » | Inscrit                | 1951           | Immeuble                                         |
| Immeuble                                         | 4 cours Victor-Hugo                                                           | 44° 50′ 10″ nord, 0° 33′ 58″ ouest | « PA00083399 » | Inscrit                | 1951           | Immeuble                                         |
| Immeuble                                         | 5 cours Victor-Hugo                                                           | 44° 50′ 11″ nord, 0° 34′ 00″ ouest | « PA00083400 » | Inscrit                | 1951           | Immeuble                                         |
| Immeuble                                         | 7 cours Victor-Hugo                                                           | 44° 50′ 11″ nord, 0° 34′ 00″ ouest | « PA00083401 » | Inscrit                | 1951           | Immeuble                                         |
| Immeubles de la Place de la Bourse (Bordeaux)    |                                                                               | 44° 50′ 15″ nord, 0° 34′ 12″ ouest | « PA00083228 » | Inscrit                | 2019           | Immeubles de la Place de la Bourse (Bordeaux)    |
| Immeuble du noviciat des Jésuites                | 5 rue du Noviciat                                                             | 44° 49′ 52″ nord, 0° 33′ 46″ ouest | « PA00083275 » | Inscrit                | 1965           | Image manquante Téléverser                       |
| Immeuble du noviciat des Jésuites                | 7 rue du Noviciat                                                             | 44° 49′ 52″ nord, 0° 33′ 46″ ouest | « PA00083276 » | Inscrit                | 1965           | Image manquante Téléverser                       |
| Immeuble du noviciat des Jésuites                | 9 rue du Noviciat                                                             | 44° 49′ 52″ nord, 0° 33′ 45″ ouest | « PA00083277 » | Inscrit                | 1965           | Image manquante Téléverser                       |
| Immeuble du noviciat des Jésuites                | 11 rue du Noviciat                                                            | 44° 49′ 52″ nord, 0° 33′ 45″ ouest | « PA00083278 » | Inscrit                | 1965           | Image manquante Téléverser                       |
| Immeuble du noviciat des Jésuites                | 13 rue du Noviciat                                                            | 44° 49′ 52″ nord, 0° 33′ 45″ ouest | « PA00083279 » | Inscrit                | 1965           | Immeuble du noviciat des Jésuites                |
| Immeuble du noviciat des Jésuites                | 15 rue du Noviciat                                                            | 44° 49′ 52″ nord, 0° 33′ 44″ ouest | « PA00083280 » | Inscrit                | 1965           | Image manquante Téléverser                       |
| Immeuble du noviciat des Jésuites                | 17 rue du Noviciat                                                            | 44° 49′ 52″ nord, 0° 33′ 44″ ouest | « PA00083281 » | Inscrit                | 1965           | Image manquante Téléverser                       |
| Immeuble du noviciat des Jésuites                | 19 rue du Noviciat                                                            | 44° 49′ 52″ nord, 0° 33′ 44″ ouest | « PA00083282 » | Inscrit                | 1965           | Immeuble du noviciat des Jésuites                |
| Institution nationale des sourdes et muettes     | 87 rue de l'Abbé-de-l'Épée                                                    | 44° 50′ 35″ nord, 0° 35′ 01″ ouest | « PA33000131 » | Inscrit                | 2010           | Institution nationale des sourdes et muettes     |
| Jardin public                                    |                                                                               | 44° 50′ 55″ nord, 0° 34′ 35″ ouest | « PA00083402 » | Inscrit                | 1935           | Jardin public                                    |
| Magasin des vivres de la Marine                  | 1 rue Achard Place Victor-Raulin                                              | 44° 51′ 52″ nord, 0° 32′ 59″ ouest | « PA00083403 » | Classé                 | 1991           | Magasin des vivres de la Marine                  |
| Mairerie                                         | 20 rue des Ayres                                                              | 44° 50′ 12″ nord, 0° 34′ 23″ ouest | « PA00125238 » | Inscrit                | 1993           | Mairerie                                         |
| Maison                                           | 57 rue Albert-Barraud                                                         | 44° 50′ 45″ nord, 0° 35′ 07″ ouest | « PA33000094 » | Inscrit                | 2007           | Maison                                           |
| Maison Jean-Jacques Bosc                         | 7 rue du Chai des Farines                                                     | 44° 50′ 22″ nord, 0° 34′ 10″ ouest | « PA33000158 » | Inscrit                | 2012           | Maison Jean-Jacques Bosc                         |
| Maison                                           | 89 rue Camille-Sauvageau                                                      | 44° 49′ 55″ nord, 0° 33′ 46″ ouest | « PA00083470 » | Inscrit                | 1941           | Maison                                           |
| Maison                                           | 16 rue Ferdinand-Philippart                                                   | 44° 50′ 27″ nord, 0° 34′ 17″ ouest | « PA00083406 » | Inscrit                | 1927           | Maison                                           |
| Maison                                           | 1 place Gambetta                                                              | 44° 50′ 30″ nord, 0° 34′ 47″ ouest | « PA00083407 » | Inscrit                | 1927           | Image manquante Téléverser                       |
| Maison                                           | 2 place Gambetta                                                              | 44° 50′ 30″ nord, 0° 34′ 47″ ouest | « PA00083408 » | Inscrit                | 1927           | Image manquante Téléverser                       |
| Maison                                           | 3 place Gambetta                                                              | 44° 50′ 30″ nord, 0° 34′ 48″ ouest | « PA00083409 » | Inscrit                | 1927           | Image manquante Téléverser                       |
| Maison                                           | 4 place Gambetta                                                              | 44° 50′ 28″ nord, 0° 34′ 46″ ouest | « PA00083410 » | Inscrit                | 1927           | Image manquante Téléverser                       |
| Maison                                           | 5 place Gambetta                                                              | 44° 50′ 29″ nord, 0° 34′ 48″ ouest | « PA00083411 » | Inscrit                | 1927           | Image manquante Téléverser                       |
| Maison                                           | 6 place Gambetta                                                              | 44° 50′ 29″ nord, 0° 34′ 48″ ouest | « PA00083412 » | Inscrit                | 1927           | Image manquante Téléverser                       |
| Maison                                           | 7 place Gambetta                                                              | 44° 50′ 29″ nord, 0° 34′ 48″ ouest | « PA00083413 » | Inscrit                | 1927           | Maison                                           |
| Maison                                           | 8 place Gambetta                                                              | 44° 50′ 28″ nord, 0° 34′ 48″ ouest | « PA00083414 » | Inscrit                | 1927           | Image manquante Téléverser                       |
| Maison                                           | 9 place Gambetta                                                              | 44° 50′ 28″ nord, 0° 34′ 48″ ouest | « PA00083415 » | Inscrit                | 1927           | Maison                                           |
| Maison                                           | 10 place Gambetta                                                             | 44° 50′ 28″ nord, 0° 34′ 48″ ouest | « PA00083416 » | Inscrit                | 1927           | Maison                                           |
| Maison                                           | 11 place Gambetta                                                             | 44° 50′ 28″ nord, 0° 34′ 48″ ouest | « PA00083417 » | Classé                 | 1954           | Maison                                           |
| Maison                                           | 12 place Gambetta                                                             | 44° 50′ 27″ nord, 0° 34′ 48″ ouest | « PA00083418 » | Inscrit                | 1927           | Maison                                           |
| Maison                                           | 12bis place Gambetta                                                          | 44° 50′ 27″ nord, 0° 34′ 48″ ouest | « PA00083419 » | Classé                 | 1954           | Maison                                           |
| Maison                                           | 13 place Gambetta                                                             | 44° 50′ 27″ nord, 0° 34′ 48″ ouest | « PA00083420 » | Inscrit                | 1927           | Maison                                           |
| Maison                                           | 13bis place Gambetta                                                          | 44° 50′ 27″ nord, 0° 34′ 48″ ouest | « PA00083421 » | Inscrit                | 1927           | Image manquante Téléverser                       |
| Maison                                           | 14 place Gambetta                                                             | 44° 50′ 26″ nord, 0° 34′ 49″ ouest | « PA00083422 » | Inscrit                | 1927           | Image manquante Téléverser                       |
| Maison                                           | 14bis place Gambetta                                                          | 44° 50′ 26″ nord, 0° 34′ 49″ ouest | « PA00083423 » | Inscrit                | 1927           | Image manquante Téléverser                       |
| Maison                                           | 15 place Gambetta                                                             | 44° 50′ 26″ nord, 0° 34′ 49″ ouest | « PA00083425 » | Inscrit                | 1927           | Image manquante Téléverser                       |
| Maison                                           | 16 place Gambetta                                                             | 44° 50′ 26″ nord, 0° 34′ 49″ ouest | « PA00083426 » | Inscrit                | 1927           | Image manquante Téléverser                       |
| Maison                                           | 17 place Gambetta                                                             | 44° 50′ 26″ nord, 0° 34′ 50″ ouest | « PA00083427 » | Inscrit                | 1927           | Image manquante Téléverser                       |
| Maison                                           | 18 place Gambetta 1 rue Bouffard                                              | 44° 50′ 26″ nord, 0° 34′ 50″ ouest | « PA00083428 » | Inscrit                | 1927           | Image manquante Téléverser                       |
| Maison                                           | 19 place Gambetta                                                             | 44° 50′ 26″ nord, 0° 34′ 50″ ouest | « PA00083429 » | Inscrit                | 1927           | Image manquante Téléverser                       |
| Maison                                           | 20 place Gambetta                                                             | 44° 50′ 26″ nord, 0° 34′ 50″ ouest | « PA00083430 » | Inscrit                | 1927           | Image manquante Téléverser                       |
| Maison                                           | 21 place Gambetta 1 rue Dauphine                                              | 44° 50′ 26″ nord, 0° 34′ 50″ ouest | « PA00083431 » | Inscrit                | 1927           | Image manquante Téléverser                       |
| Maison                                           | 22 place Gambetta                                                             | 44° 50′ 26″ nord, 0° 34′ 52″ ouest | « PA00083432 » | Inscrit                | 1927           | Maison                                           |
| Maison                                           | 24 place Gambetta                                                             | 44° 50′ 26″ nord, 0° 34′ 52″ ouest | « PA00083433 » | Classé                 | 1963           | Image manquante Téléverser                       |
| Maison                                           | 25 place Gambetta 1 rue d'Arès                                                | 44° 50′ 26″ nord, 0° 34′ 52″ ouest | « PA00083434 » | Inscrit                | 1927           | Image manquante Téléverser                       |
| Maison                                           | 26 place Gambetta                                                             | 44° 50′ 26″ nord, 0° 34′ 52″ ouest | « PA00083435 » | Inscrit                | 1927           | Maison                                           |
| Maison                                           | 28 place Gambetta                                                             | 44° 50′ 27″ nord, 0° 34′ 52″ ouest | « PA00083436 » | Inscrit                | 1927           | Maison                                           |
| Maison                                           | 29 place Gambetta                                                             | 44° 50′ 27″ nord, 0° 34′ 53″ ouest | « PA00083437 » | Inscrit                | 1927           | Maison                                           |
| Maison                                           | 30 place Gambetta                                                             | 44° 50′ 28″ nord, 0° 34′ 53″ ouest | « PA00083438 » | Inscrit                | 1927           | Maison                                           |
| Maison                                           | 32 place Gambetta                                                             | 44° 50′ 28″ nord, 0° 34′ 52″ ouest | « PA00083439 » | Inscrit                | 1927           | Maison                                           |
| Maison                                           | 33 place Gambetta                                                             | 44° 50′ 28″ nord, 0° 34′ 53″ ouest | « PA00083440 » | Inscrit                | 1927           | Maison                                           |
| Maison                                           | 34 place Gambetta                                                             | 44° 50′ 29″ nord, 0° 34′ 53″ ouest | « PA00083441 » | Inscrit                | 1927           | Maison                                           |
| Maison                                           | 35 place Gambetta                                                             | 44° 50′ 29″ nord, 0° 34′ 53″ ouest | « PA00083442 » | Inscrit                | 1927           | Maison                                           |
| Maison                                           | 36 place Gambetta                                                             | 44° 50′ 29″ nord, 0° 34′ 53″ ouest | « PA00083443 » | Inscrit                | 1927           | Maison                                           |
| Maison                                           | 37 place Gambetta 2 rue Judaïque                                              | 44° 50′ 30″ nord, 0° 34′ 52″ ouest | « PA00083444 » | Inscrit                | 1927           | Image manquante Téléverser                       |
| Maison                                           | 38 place Gambetta 2 rue du Palais-Gallien                                     | 44° 50′ 30″ nord, 0° 34′ 52″ ouest | « PA00083445 » | Inscrit                | 1927           | Image manquante Téléverser                       |
| Maison                                           | 39 place Gambetta                                                             | 44° 50′ 30″ nord, 0° 34′ 51″ ouest | « PA00083446 » | Inscrit                | 1927           | Image manquante Téléverser                       |
| Maison                                           | 40 place Gambetta                                                             | 44° 50′ 30″ nord, 0° 34′ 51″ ouest | « PA00083447 » | Inscrit                | 1927           | Maison                                           |
| Maison                                           | 41 place Gambetta                                                             | 44° 50′ 30″ nord, 0° 34′ 51″ ouest | « PA00083448 » | Inscrit                | 1927           | Maison                                           |
| Maison                                           | 42 place Gambetta                                                             | 44° 50′ 30″ nord, 0° 34′ 50″ ouest | « PA00083449 » | Inscrit                | 1927           | Maison                                           |
| Maison                                           | 43 place Gambetta                                                             | 44° 50′ 30″ nord, 0° 34′ 50″ ouest | « PA00083450 » | Inscrit                | 1927           | Maison                                           |
| Maison                                           | 44 place Gambetta                                                             | 44° 50′ 30″ nord, 0° 34′ 50″ ouest | « PA00083451 » | Inscrit                | 1927           | Maison                                           |
| Maison                                           | 45 place Gambetta                                                             | 44° 50′ 30″ nord, 0° 34′ 49″ ouest | « PA00083452 » | Inscrit                | 1927           | Image manquante Téléverser                       |
| Maison                                           | 46 place Gambetta                                                             | 44° 50′ 30″ nord, 0° 34′ 49″ ouest | « PA00083453 » | Inscrit                | 1927           | Maison                                           |
| Maison                                           | 47 place Gambetta                                                             | 44° 50′ 31″ nord, 0° 34′ 49″ ouest | « PA00083454 » | Inscrit                | 1927           | Maison                                           |
| Maison                                           | 14ter place Gambetta                                                          | 44° 50′ 26″ nord, 0° 34′ 49″ ouest | « PA00083424 » | Inscrit                | 1927           | Image manquante Téléverser                       |
| Maison                                           | 2 rue Georges-Bonnac                                                          | 44° 50′ 26″ nord, 0° 34′ 53″ ouest | « PA00083405 » | Inscrit                | 1927           | Maison                                           |
| Maison                                           | 1 cours Georges-Clemenceau                                                    | 44° 50′ 31″ nord, 0° 34′ 48″ ouest | « PA00083455 » | Inscrit                | 1927           | Maison                                           |
| Maison                                           | 2 cours Georges-Clemenceau                                                    | 44° 50′ 31″ nord, 0° 34′ 47″ ouest | « PA00083456 » | Inscrit                | 1927           | Maison                                           |
| Maison                                           | 3 cours Georges-Clemenceau                                                    | 44° 50′ 31″ nord, 0° 34′ 48″ ouest | « PA00083457 » | Inscrit                | 1927           | Maison                                           |
| Maison                                           | 4 cours Georges-Clemenceau 65, 67, 69 cours de l'Intendance                   | 44° 50′ 31″ nord, 0° 34′ 47″ ouest | « PA00083458 » | Inscrit                | 1927           | Maison                                           |
| Maison                                           | 5 cours Georges-Clemenceau                                                    | 44° 50′ 31″ nord, 0° 34′ 48″ ouest | « PA00083459 » | Inscrit                | 1927           | Maison                                           |
| Maison                                           | 68 cours de l'Intendance                                                      | 44° 50′ 30″ nord, 0° 34′ 46″ ouest | « PA00083460 » | Inscrit                | 1927           | Maison                                           |
| Maison                                           | 70 cours de l'Intendance                                                      | 44° 50′ 30″ nord, 0° 34′ 47″ ouest | « PA00083461 » | Inscrit                | 1927           | Maison                                           |
| Maison                                           | 72 cours de l'Intendance                                                      | 44° 50′ 30″ nord, 0° 34′ 47″ ouest | « PA00083462 » | Inscrit                | 1927           | Maison                                           |
| Maison                                           | 74 cours de l'Intendance                                                      | 44° 50′ 30″ nord, 0° 34′ 47″ ouest | « PA00083463 » | Inscrit                | 1927           | Maison                                           |
| Maison                                           | 14 rue Malbec                                                                 | 44° 49′ 38″ nord, 0° 33′ 40″ ouest | « PA33000086 » | Inscrit                | 2005           | Maison                                           |
| Maison                                           | 13 rue des Menuts                                                             | 44° 50′ 06″ nord, 0° 34′ 05″ ouest | « PA33000124 » | Inscrit                | 2007           | Maison                                           |
| Maison                                           | 1 rue du Palais-Gallien 1 rue Judaïque                                        | 44° 50′ 30″ nord, 0° 34′ 53″ ouest | « PA00083464 » | Inscrit                | 1927           | Maison                                           |
| Maison                                           | 2 rue Pilet                                                                   | 44° 50′ 07″ nord, 0° 34′ 06″ ouest | « PA00083465 » | Inscrit                | 1928           | Maison                                           |
| Maison                                           | 90 rue Porte-Dijeaux 1 rue des Remparts                                       | 44° 50′ 26″ nord, 0° 34′ 47″ ouest | « PA00083466 » | Inscrit                | 1927           | Maison                                           |
| Maison                                           | 109 rue Porte-Dijeaux                                                         | 44° 50′ 27″ nord, 0° 34′ 47″ ouest | « PA00083467 » | Inscrit                | 1927           | Maison                                           |
| Maison                                           | 111 rue Porte-Dijeaux                                                         | 44° 50′ 27″ nord, 0° 34′ 47″ ouest | « PA00083468 » | Inscrit                | 1927           | Maison                                           |
| Maison                                           | 20 rue Sainte-Colombe                                                         | 44° 50′ 14″ nord, 0° 34′ 14″ ouest | « PA00083469 » | Inscrit                | 1959           | Maison                                           |
| Maison Acquart                                   | 8 rue Porte-Saint-Jean 23 rue Ausone                                          | 44° 50′ 16″ nord, 0° 34′ 05″ ouest | « PA33000003 » | Inscrit                | 1996           | Maison Acquart                                   |
| Maison de Bourdieu de la Jalle                   | 99 rue Pasteur                                                                | 44° 50′ 40″ nord, 0° 36′ 20″ ouest | « PA33000082 » | Inscrit                | 2005           | Maison de Bourdieu de la Jalle                   |
| Maison cantonale de La Bastide                   | Rue du Château neuf Rue des Nuits                                             | 44° 50′ 30″ nord, 0° 33′ 10″ ouest | « PA00132929 » | Inscrit                | 1994           | Maison cantonale de La Bastide                   |
| Maison Couturier                                 | 28 rue Rénière 25 impasse de la Fontaine-Bouquière                            | 44° 50′ 09″ nord, 0° 34′ 08″ ouest | « PA33000125 » | Classé                 | 2010           | Maison Couturier                                 |
| Maison Frugès                                    | 63 Place des Martyrs-de-la-Résistance                                         | 44° 50′ 34″ nord, 0° 35′ 11″ ouest | « PA00083404 » | Classé                 | 1992           | Maison Frugès                                    |
| Maison hollandaise                               | 28 quai des Chartrons                                                         | 44° 51′ 01″ nord, 0° 34′ 13″ ouest | « PA00083868 » | Inscrit                | 1990           | Maison hollandaise                               |
| Maison hollandaise                               | 29 quai des Chartrons                                                         | 44° 51′ 02″ nord, 0° 34′ 13″ ouest | « PA00083869 » | Inscrit                | 1989           | Maison hollandaise                               |
| Maison de Montaigne                              | 23 rue de la Rousselle                                                        | 44° 50′ 15″ nord, 0° 34′ 07″ ouest | « PA00083899 » | Inscrit                | 1991           | Maison de Montaigne                              |
| Manufacture des tabacs                           | Place Rodesse                                                                 | 44° 50′ 01″ nord, 0° 35′ 05″ ouest | « PA00083871 » | Inscrit                | 1990           | Manufacture des tabacs                           |
| Monument aux Morts de la guerre 14-18            | Place du 11-Novembre                                                          | 44° 50′ 18″ nord, 0° 35′ 24″ ouest | « PA33000184 » | Inscrit                | 2015           | Monument aux Morts de la guerre 14-18            |
| Monument aux Girondins                           | Esplanade des Quinconces Quai Louis-XVIII                                     | 44° 50′ 43″ nord, 0° 34′ 30″ ouest | « PA33000074 » | Classé                 | 2011           | Monument aux Girondins                           |
| Hôtel des Douanes                                | 1 quai de la Douane Place de la Bourse Rue Émile-Duployé                      | 44° 50′ 27″ nord, 0° 34′ 11″ ouest | « PA00083193 » | Classé                 | 1914 1961      | Hôtel des Douanes                                |
| Palais Gallien                                   | Rue du docteur Albert-Barraud                                                 | 44° 50′ 52″ nord, 0° 34′ 59″ ouest | « PA00083156 » | Classé                 | 1840           | Palais Gallien                                   |
| Palais de justice                                | Place de la République                                                        | 44° 50′ 07″ nord, 0° 34′ 46″ ouest | « PA00083471 » | Inscrit                | 1979           | Palais de justice                                |
| Palais Rohan                                     | Place Pey-Berland                                                             | 44° 50′ 16″ nord, 0° 34′ 47″ ouest | « PA00083157 » | Inscrit Classé         | 1997           | Palais Rohan                                     |
| Passage                                          | 82 quai des Chartrons                                                         | 44° 51′ 14″ nord, 0° 34′ 01″ ouest | « PA00083901 » | Inscrit                | 1991           | Passage                                          |
| Passerelle Eiffel                                |                                                                               | 44° 49′ 56″ nord, 0° 33′ 06″ ouest | « PA33000110 » | Classé                 | 2010           | Passerelle Eiffel                                |
| Pavillon de musique                              | Rue Saint-Laurent Rue du Jardin-des-Plantes (non visible de la voie publique) | 44° 50′ 58″ nord, 0° 34′ 56″ ouest | « PA00083472 » | Inscrit                | 1935           | Image manquante Téléverser                       |
| Petit hôtel Labottière                           | 13 rue Saint-Laurent                                                          | 44° 50′ 57″ nord, 0° 34′ 56″ ouest | « PA00083202 » | Classé                 | 2001           | Petit hôtel Labottière                           |
| Piscine Judaïque                                 | Rue Judaïque 45 rue Chauffour                                                 | 44° 50′ 23″ nord, 0° 35′ 26″ ouest | « PA00083167 » | Inscrit                | 1928 1996      | Piscine Judaïque                                 |
| Place du Parlement                               | Place du Parlement                                                            | 44° 50′ 27″ nord, 0° 34′ 19″ ouest | « PA00083284 » | Inscrit                | 1952           | Place du Parlement                               |
| Pont de pierre                                   |                                                                               | 44° 50′ 19″ nord, 0° 33′ 45″ ouest | « PA33000067 » | Inscrit                | 2002           | Pont de pierre                                   |
| Porte d'Aquitaine                                | Place de la Victoire                                                          | 44° 49′ 52″ nord, 0° 34′ 22″ ouest | « PA00083473 » | Inscrit                | 1931           | Porte d'Aquitaine                                |
| Porte de Bourgogne                               | place Bir-Hakeim cours Victor-Hugo                                            | 44° 50′ 11″ nord, 0° 33′ 58″ ouest | « PA00083474 » | Classé                 | 1921           | Porte de Bourgogne                               |
| Porte Cailhau                                    | Rue de la Porte-Cailhau                                                       | 44° 50′ 20″ nord, 0° 34′ 07″ ouest | « PA00083477 » | Classé                 | 1883           | Porte Cailhau                                    |
| Porte Dijeaux                                    | Rue Porte-Dijeaux                                                             | 44° 50′ 26″ nord, 0° 34′ 47″ ouest | « PA00083475 » | Classé                 | 1921           | Porte Dijeaux                                    |
| Porte de la Monnaie                              | Quai de la Monnaie Quai Sainte-Croix                                          | 44° 49′ 59″ nord, 0° 33′ 43″ ouest | « PA00083476 » | Inscrit                | 1965           | Porte de la Monnaie                              |
| Stade Chaban-Delmas autrefois Parc Lescure       | Place David Johnston                                                          | 44° 49′ 31″ nord, 0° 35′ 54″ ouest |                | Inscrit                | 2022           | Stade Chaban-Delmas autrefois Parc Lescure       |
| Temple des Chartrons                             | Rue Notre-Dame                                                                | 44° 50′ 59″ nord, 0° 34′ 20″ ouest | « PA00083478 » | Inscrit                | 1975           | Temple des Chartrons                             |
| Théâtre Alhambra de Bordeaux                     | 24 rue d'Alzon                                                                | 44° 50′ 30″ nord, 0° 35′ 20″ ouest | « PA00083479 » | Inscrit                | 1984           | Théâtre Alhambra de Bordeaux                     |
| Tour du Greffe                                   | 57 rue Saint-James                                                            | 44° 50′ 08″ nord, 0° 34′ 17″ ouest | « PA33000015 » | Inscrit                | 1997           | Tour du Greffe                                   |
| Tour Pey-Berland                                 |                                                                               | 44° 50′ 15″ nord, 0° 34′ 35″ ouest | « PA00083480 » | Classé                 | 1862           | Tour Pey-Berland                                 |

## Monuments radiés
| Monument          | Adresse                 | Coordonnées                        | Notice         | Protection | Date | Illustration               |
| ----------------- | ----------------------- | ---------------------------------- | -------------- | ---------- | ---- | -------------------------- |
| Ancien cinéma Rex | 163 rue Croix-de-Seguey | 44° 51′ 14″ nord, 0° 35′ 35″ ouest | « PA00083164 » | Inscrit    | 1976 | Image manquante Téléverser |